# ハナビシリーズ
ハナビシリーズは、ユニバーサルエンターテインメント及び同社の系列メーカー（エレコ・ミズホ・アクロス）が発売しているパチンコ・パチスロ機のシリーズ。

## 概要
1998年に発売された『ハナビ』に端を発するシリーズで、2015年2月現在21機種が発売されている。いずれもコンスタントに数万台程度を売り上げる人気シリーズであり、サンダーVシリーズなどと並ぶユニバーサルの看板シリーズの一つとなっている。ちなみにユニバーサル系のメーカー5社のうち、メーシー販売のみ本シリーズの機種を発売したことがない。
特に5号機になってからは液晶演出にも力が入れられ、登場キャラクターにも詳細な設定が行われている。

## シリーズ機種
- 1998年：ハナビ
- 1999年：大花火・大花火30
- 2000年：ドンチャン2
- 2001年：ハナビノオヤカタ・デカドンチャン2
- 2003年：花火百景E
- 2004年：CR花火
- 2007年：青ドン・赤ドン
- 2009年：緑ドン
- 2010年：青ドン 花火の極・青ドン 花火の匠・出番だ!葉月ちゃん・緑ドン VIVA!情熱南米編
- 2011年：GETだ!BILLY・赤ドン雅
- 2012年：ドンちゃん祭
- 2013年：緑ドン キラメキ!炎のオーロラ伝説
- 2014年：緑ドン VIVA2
- 2015年：ハナビ(パチスロ5号機)
- 2019年：ドンちゃん2(パチスロ6号機)・ハナビ通
- 2021年：新ハナビ (パチスロ6号機)
- 2022年：花火絶景
- 2025年：緑ドン VIVA!情熱南米編REVIVAL

## 主な登場人物・キャラクター
ドンちゃん
声 - 相田さやか（花火百景Eでは松本さちが担当）
若手の花火職人で「青ドン」「赤ドン」「緑ドン」の3兄弟。親方の下で花火職人の修行を積んでいる。3兄弟が揃い踏みすることはほとんどないが、『出番だ!葉月ちゃん』『ドンちゃん祭』では3人が揃うシーンがある。シリーズ初期は見習い花火師とされていたが、近年の作品では「七屋の看板花火師」「日本一の花火師」など3兄弟が既に一人前として認められていることを示唆する記述が見られる。
青ドン
長男。通称は“閃光の青”。血液型はA型。座右の銘は「温故知新」。性格はのんびり屋で暑がりだが、しっかり者で芯が強い。特技は三連花火と金魚すくい。彼の三連花火をきっかけに、2人の弟も花火師を志す。そろばん一級の資格を持っている。趣味はダイビングとバンジージャンプ。好きなものは刺身、苦手なものは親方。マイブームはマッサージ。口癖は「てやんでい!」。
赤ドン
次男。通称は“灼熱の赤”(4号機時代は“爆裂の赤”)。血液型はO型。座右の銘は「一攫千金」。3兄弟で唯一、頭にねじり鉢巻をしている（他の2人は水玉模様の手ぬぐい）。性格は大胆不敵な暴れん坊で、喧嘩っ早くお調子者だが、花火に賭ける情熱は3兄弟の中でも随一。特技はドンちゃんスペシャルと喧嘩。シリーズで初めて描写された田吾作との対決演出は酔っ払った赤ドンが田吾作にぶつかって喧嘩になるというもので、勝利後も一升瓶に入った酒をラッパ飲みするなど酒好きの一面が見られる。
赤ドン雅・ドンちゃん祭の公式カタログによれば、彼が「全国花火競技大会」で見事優勝し、「日本一の花火師」の称号を手にしたとされる。そろばん七級の資格を持っている。趣味は酒盛りと筋トレ。好きなものは酒の肴。苦手なものは田吾作。マイブームは格闘技観戦。口癖は「べらぼうめ!」。
緑ドン
三男。通称は“躍動の緑”。血液型はA型。座右の銘は「文武両道」。兄二人が基本的に日本国内で活動しているのに対し、海外で修行を行っていることが多い（『緑ドン』は中国、『緑ドン VIVA!情熱南米編』は南アメリカ、『緑ドン キラメキ!炎のオーロラ伝説』は北欧が舞台）。性格はドジでおっちょこちょいな所はあるが自由奔放なお調子者で、作る花火の独創性の高さは兄二人をも凌ぐ。スケートボードやウェイクボードなどボード系のスポーツを好む。ビリーとの絡みが多く、特に仲が良いことをうかがわせる。また、ドンちゃん祭の「京の町ステージ」において、外国人の観光客と会話をしている場面があり、外国語も流暢に話せる事が窺える。書道三段の資格を持っている。特技は剣道。趣味はスイカ割りと爆睡。好きなものはスイカとパイナップル、苦手なものは爆弾とリアカー。口癖は「よっしゃ!」。
多くの機種で左リールに「3連ドンちゃん」出現でビッグボーナスが確定（いわゆる一確）するリーチ目となっている。
3人とも年齢は不明だが、飲酒やトラック・飛行機の運転・操縦を行なっている描写がある為に成人していると思われる。
親方
声 - 筈見純
ドンちゃん3兄弟の師匠。通称は“一徹の藍”。自らも現役の花火職人で「七屋花火店」を経営する。夏になると全国各地の花火大会で弟子であるドンちゃん達と花火対決を行うことが多い。かつてドンちゃん達の父親とはライバル関係にあり、花火師頂上対決での激闘の末ドンちゃんの父親は消息不明となる。親方はドンちゃん達を引き取り一人前の花火師に育て上げる事が使命と確信する。
葉月ちゃん（はづき）
声 - 吉住梢
親方の娘で「七屋花火店」の看板娘。血液型はAB型。得意なスポーツは柔道（初段）。基本的にはドンちゃん達を応援しているが、シリーズ恒例の演出としてドンちゃんを滝壺へ突き落とす描写があるなど黒い一面も見られる。またドンちゃん達に対しては友情ではなく恋愛感情を抱いている様子が明確に描写されているが、相手を誰か一人に絞っている様子は無い。
シリーズの店舗向け販促用DVDではよくメインキャラクターを務めているが、悪ノリ気味な発言が多く、より黒い一面が露わになっている。
年齢は不明だが、スクーターを運転している描写やパチンコを打っているという発言、「ドンちゃん祭」でのレギュラーボーナス中の演出で飲酒している事から、成人していると思われる。
ビリー
『ドンチャン2』で初登場した謎の生物。針状の真っ赤な毛に全身を覆われた齧歯類。緑ドンシリーズではART継続の鍵を握る重要キャラクターである。『GETだ!BILLY』では初めて主役を務めた。
ダンちゃん
「七屋」に所属するドンちゃんたちの同僚。ドンちゃんに似た髪型だが目が小さい。ドンちゃんの事を「兄貴」と呼んでいる。
佐藤くん
声 - 細井治
「七屋」に所属するドンちゃんたちの同僚。茶色い長髪で「＋」形の目をしている。ドンちゃんの事を「ドンさん」と呼んでいる。
田吾作
声 - 野中秀哲
「七屋」のライバル「悪屋」に所属する花火職人でドンちゃんたちのライバル。特に赤ドンに対して対抗意識が強い。いかにもな悪人面のキャラクターでやる事も豪快だが、性格は見かけによらず気弱な一面も見られる。花火の腕は確か。
弥生ちゃん（やよい）
声 - 下田麻美
「悪屋」の見習い花火師。スタイルが良く見た目はかわいいが性格はわがまま。葉月に対して強い対抗心を持っている。「赤ドン 雅」では祇園モード中の演出として、ステージ上で持ち歌を披露してドンちゃんを盛り上げている。
悪屋親分
声 - 鈴木勝美
「悪屋」の社長で親方のライバル。金銭に対する執着が強い。悪屋の全国展開を狙っている。名古屋弁の様に語尾に「だぎゃー!」を付けることが多い。